# OpenCVS
OpenCVS est une implémentation libre du logiciel de gestion de versions CVS. Le projet est suivi par l'équipe de développement du système d'exploitation OpenBSD et notamment par Jean-Francois Brousseau, Joris Vink, Xavier Santolaria et Niall O'Higgins.